# Sybaris bicolorkeps
Sybaris bicolorkeps es una especie de coleóptero de la familia Meloidae.

## Distribución geográfica
Habita en Camerún.